# Чекдірме
Чекдірме — традиційна страва туркменської кухні з баранини.

## Інгредієнти та приготування
Продукти на 1 порцію:
- картопля — 500 грамів
- баранина — 450 грамів
- помідори — 280 грамів
- цибуля ріпчаста — 80 грамів
- жир — 60 грамів
- сіль — за смаком
- перець — за смаком

Жирну баранину порубати на великі шматки, обсмажити з жиром до утворення підсмаженої кірочки, покласти сиру цибулю, помідори, картоплю (нарізати овочі великими шматками). За смаком поперчити та посолити. Смажити овочі разом з м'ясом, після цього додати води та тушкувати.